# Mein Vaterland

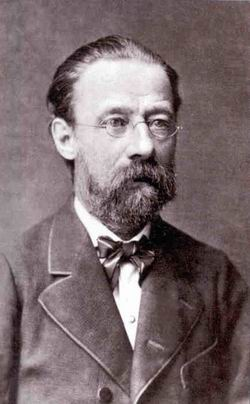
Bedřich Smetana (1824–84)

Mein Vaterland (tschechisch Má vlast) JB 1:112 ist ein Zyklus von sechs sinfonischen Dichtungen des tschechischen Komponisten Bedřich Smetana, der als vollständiges Werk am 5. November 1882 im Sofien-Palast Prag uraufgeführt wurde. Smetana komponierte den Zyklus zwischen 1874 und 1879 im Stadium der vollständigen Ertaubung. Die Spieldauer beträgt circa 75 Minuten.

## Hintergründe
Bedřich Smetana gilt neben Antonín Dvořák, Zdeněk Fibich, Leoš Janáček, Josef Suk und Bohuslav Martinů als einer der bedeutendsten tschechischen Komponisten. Zu seinen Lebzeiten gehörte das heutige Tschechien noch als Königreich Böhmen zum Vielvölkerstaat Österreich-Ungarn. Wie zahlreiche Mitstreiter im politischen Bereich arbeitet Smetana auf musikalischem Terrain am Aufbau einer nationalen Kultur, die sich der Dominanz der Habsburgermonarchie entgegenstellt. Seine Strategie: eine radikale Programmmusik, deren Komposition nicht nur „innermusikalischen“ Gesetzen und Strukturen folgt, sondern u. a. mittels Tonmalerei auf Außermusikalisches verweist. Für Smetana stand das tschechische Nationalstreben mit seiner persönlichen Situation zusammen: Bislang war es ihm nicht gelungen, sich als Musiker, Dirigent oder Pianist überregional einen Namen zu machen. Nun bot sich ihm die Möglichkeit, in Prag ein modernes Musikleben aufzubauen und sich dadurch gleichzeitig die finanzielle Grundlage und den Freiraum für seine eigenen künstlerischen Vorhaben zu schaffen. Die Stilisierung zum „Begründer der tschechischen Nationalmusik“ wurde wesentlich durch seine geschickte Wahl von Stoffen und Motiven gefördert, vor allem aber durch eine gezielt lancierte Erhebung des Komponisten zum Leitidol der tschechischen Nation.
Die Komposition von Má vlast steht in engem thematischem Zusammenhang mit der Oper Libuše aus dem Jahr 1872, die Smetana als nationales Festspiel konzipiert hatte. Der Zyklus, dessen Entstehungszeit von der völligen Ertaubung des Komponisten überschattet wurde, war zunächst als Vierteiler geplant; erst nach einer dreijährigen Schaffenspause entstanden die letzten beiden Teile. Smetana erkrankte während der Kompositionsarbeit schwer und notierte im Herbst 1874 in sein Tagebuch:

„Schon fast eine ganze Woche sitze ich zuhause, darf nicht ausgehen. Muß meine Ohren in Watte eingehüllt haben und volle Ruhe bewahren. Ich fürchte das Äußerste: daß ich völlig mein Gehör verloren habe. Ich höre nichts! Wie lange soll dieser Zustand noch währen? Sollte ich nie mehr genesen?“

Má vlast geht von Liszt aus und zugleich über ihn hinaus. Kritiker meinten, Smetana habe den Meister „überliszten“ wollen. Während dessen sinfonische Dichtungen literarische Stoffe in Musik verwandeln, stellt Smetana die musikalische über die erzählerische Logik. Zwar sind auch bei ihm deskriptive Elemente wesentlich – denn was wäre Programmmusik ohne Programm? –, doch finden sich neben Schilderungen konkreter außermusikalischer Vorgänge viele allgemein gehaltene Beschwörungen mythischer Figuren, historischer Orte und böhmischer Landschaften.

## Entstehung und Wirkung
Smetana, der durch seine Opern, insbesondere durch seine Prodaná nevěsta (Die verkaufte Braut) zum Begründer der tschechischen Nationalmusik wurde, leistete mit seinem Zyklus symphonischer Dichtungen Má vlast (Mein Vaterland) auch einen wichtigen Beitrag auf dem Gebiet der tschechischen Programmmusik. In seiner Art bildet dieser Zyklus geradezu ein instrumentales Gegenstück zur festlichen Oper Libuše: „Beide Werke stimmen gedanklich in der Glorifikation der Heimat und der Nation miteinander überein, so wie es das Gebot der Zeit war […], in der der nahezu hundertjährige aktive Kampf des politisch unterdrückten tschechischen Volkes um seine Eigenart und um volles kulturelles und politisches Ausleben seinen Höhepunkt erreicht hatte. Má vlast und Libuše sind geradezu Symbole dieser sich vollendenden nationalen Wiedergeburt.“ In den sechs Werken des Zyklus vertonte Smetana nationale Mythen (Vyšehrad, Šárka), nationale Geschichte (Tábor), die Schönheit der Natur und das tschechische Volksleben im Tanz und Gesang (Vltava, Z českých luhů a hájů [Aus Böhmens Hain und Flur]) und schließlich auch ein hymnisches Glaubensbekenntnis zur glänzenden Zukunft der tschechischen Nation (Blaník). Nach der verhältnismäßig raschen Entstehung der ersten zwei Paare symphonischer Dichtungen wurde der Zyklus am 18. Oktober 1875 mit Aus Böhmens Hain und Flur vorläufig abgeschlossen. Der Komponist sprach von ihm als einer „Tetralogie“, die zunächst den Namen Vlast [Das Vaterland] trug. Erst dem sechsteiligen, am 9. März 1879 vollendeten Zyklus gab Smetana während der Vorbereitungen zur Drucklegung des Werkes den endgültigen Titel Má vlast.

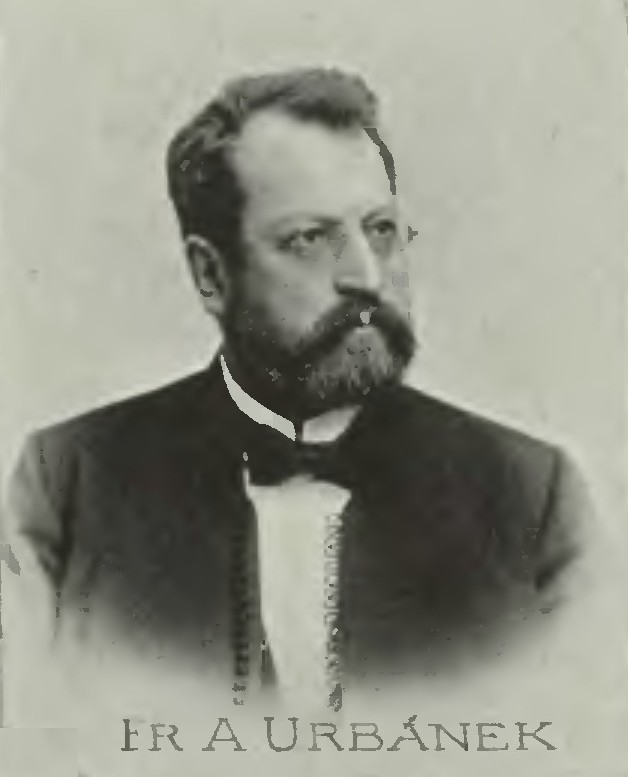
František Augustin Urbánek (1842–1919), tschechischer Verleger und Bibliograph

Im Bewusstsein der Einmaligkeit seines Werkes und im Interesse von dessen Verbreitung strebte der ansonsten nicht gerade praktisch veranlagte Komponist zunächst die Drucklegung der Vltava an. Während seiner Reise zu Spezialisten für Ohrenkrankheiten nach Wien und Würzburg im April 1875 bot er die Partituren der drei ersten symphonischen Dichtungen dem Musikverlag B. Schott’s Söhne in Mainz zum Druck an – allerdings vergeblich. Ähnlich negativ verliefen die Verhandlungen mit der Berliner Firma Bote & Bock im Jahre 1878, obwohl der Komponist sich bereit erklärt hatte, einen für ihn eigentlich unwürdigen Kompromiss einzugehen: „Ich verlange kein Honorar, bis auf einige Freiexemplare.“ Erst nachdem der Prager Buchverleger František Augustin Urbánek damit anfing, Musikalien zu publizieren, kam es zur Veröffentlichung des gesamten Zyklus Mein Vaterland. Zwischen Dezember 1879 und Juni 1880 erschienen zunächst leichter verkäufliche Bearbeitungen für Klavier zu vier Händen, bevor ab 1880 die sechs Werke dann auch in gedruckten Partituren und mit gedrucktem Stimmenmaterial publiziert wurden. Bald nach dem Erscheinen des Drucks sandte Smetana je ein Exemplar des Vyšehrad und der Vltava an Franz Liszt:

„Die beiden ersten Nummern habe ich nun mir erlaubt, Ihnen, mein Meister, zu senden in Partitur und 4händigem Klavierauszug. Alle sechs sind zu wiederholten Malen hier in Prag und zwar mit außergewöhnlichem Erfolge aufgeführt worden, sonst bloß in Chemnitz die ersten zwei. In Folge des großen Erfolges hat der hiesige Verleger Urbánek den Aufwand der Herausgabe riskirt.“

Smetana selbst hatte im Vertrag mit Urbánek vom 14. Mai 1879 ein sehr niedriges Honorar vorgeschlagen: je Komposition 40 Gulden für Partitur und Stimmen und 30 Gulden für den Klavierauszug zu vier Händen, insgesamt also 420 Gulden für den gesamten Zyklus, dessen Vervollständigung im Druck er nicht mehr erlebte. Zu seinen Lebzeiten erschien nach dem Vyšehrad und der Vltava nur noch die Ausgabe von Aus Böhmens Hain und Flur (1881).

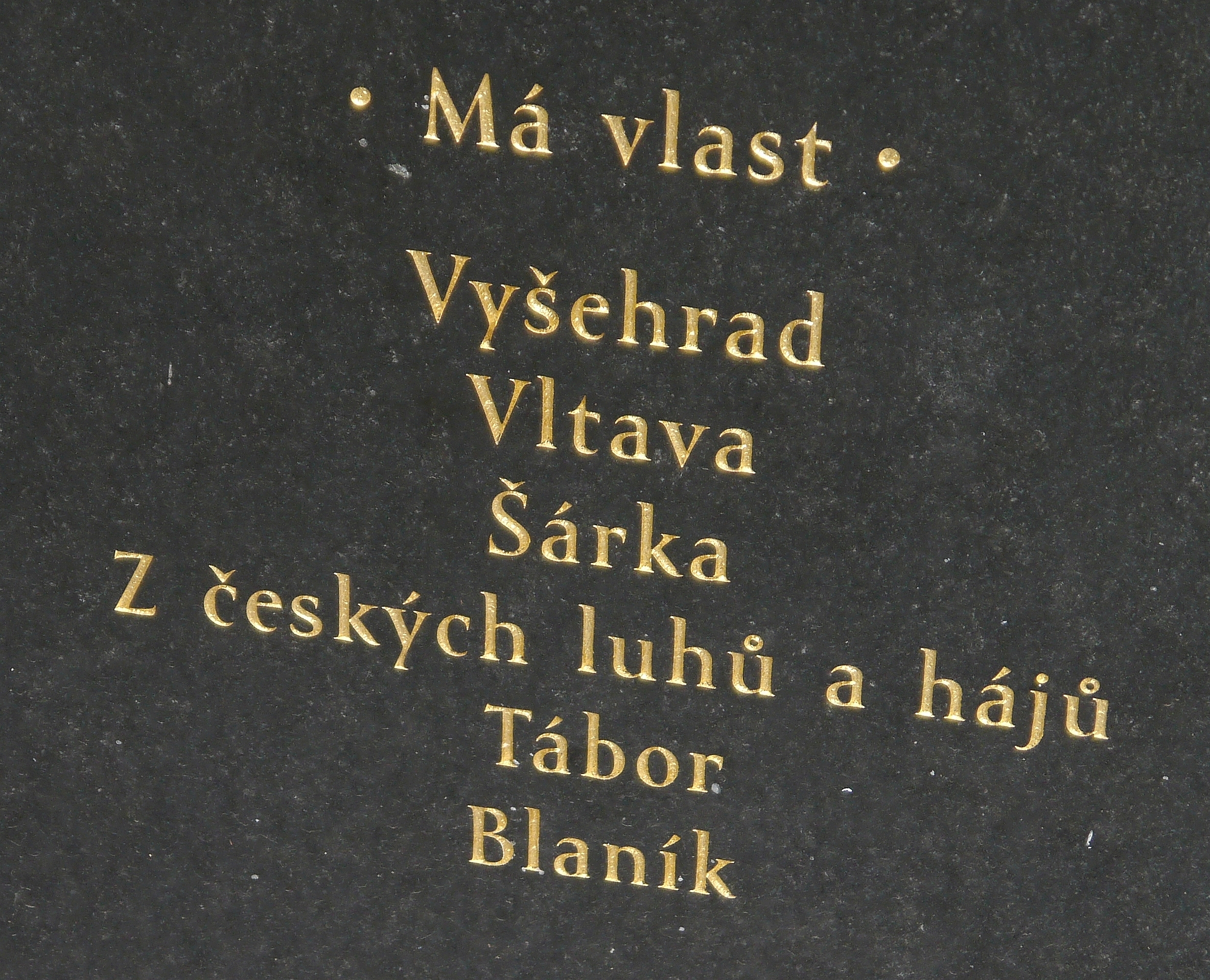
Würdigung von „Má Vlast“ – Detail am Grabmal von Smetana in Prag

Smetana gehörte nicht zu denjenigen Komponisten, die der Öffentlichkeit zu ihren Werken inhaltliche Deutungen und literarische Kommentare lieferten. In einer Zeit weit verbreiteter Vermittlung von Musik durch das geschriebene Wort erwartete man jedoch, zumal bei einer symphonischen Dichtung, dass der Autor dem Publikum den „Inhalt“ seiner Musik in Worten mitteilte. Smetana verhielt sich diesem Verlangen gegenüber etwas zurückhaltend: Seiner Ansicht nach war für die grundlegende Orientierung und Einstimmung des Hörers der Werktitel allein schon ausreichend. Smetana baute in erster Linie auf die Beredsamkeit und Autarkie seiner Musik und meinte, dass „jedem Hörer erlaubt [sei], alles andere seiner Phantasie zu überlassen und nach seinem Geschmack hinzuzudichten, was immer er will.“ Außerdem fühlte sich Smetana wahrscheinlich auch gar nicht genügend literarisch qualifiziert, um selbst Programme zu seinen sinfonischen Dichtungen für die Öffentlichkeit zu verfassen. Er verließ sich dabei vielmehr auf wortgewandte Journalisten, die das, wenn gewünscht, nach seinen Angaben und Intentionen zu besorgen hatten. So können die in der Presse vor der Uraufführung 1875 und im Erstdruck 1880 zur Vltava erschienenen Erläuterungen, obwohl sie nicht aus der Feder Smetanas stammten, in gewisser Hinsicht als autorisiert angesehen werden.
Einem zeitgenössischen Bericht zufolge sah Smetana Unterschiede zwischen den symphonischen Dichtungen von Má vlast und seinen sogenannten schwedischen sinfonischen Dichtungen Richard III., Valdštýnův tábor (Wallensteins Lager) und Håkon Jarl. Letztere galten ihm als „freilich wahre sinfonische Dichtungen. Ich habe sie in Schweden direkt unter dem Eindruck geschrieben, den auf mich in Weimar die sinfonischen Dichtungen von Liszt ausgeübt haben. Sie haben vollkommen die Form wie bei Liszt.“ Mit den sinfonischen Dichtungen von Má vlast dagegen habe „es eine ganz andere Bewandtnis: in diesen erlaubte ich mir eine spezifische, ganz neue Form zu bestimmen; sie haben eigentlich nur den Namen sinfonische Dichtungen.“
Der Zyklus Má vlast hatte zur Entstehungszeit sowie im 20. Jahrhundert nachhaltigen Einfluss auf die Bildung einer tschechischen Identität; hielt diese Musik doch sogar den Widerstand und Überlebenswillen tschechischer KZ-Häftlinge aufrecht. Die Aufführung von Má vlast bildet (im Anschluss an die tschechische Nationalhymne Kde domov můj) traditionell jedes Jahr am 12. Mai, dem Todestag des Komponisten, die Eröffnung des Musikfestivals Prager Frühling.

## Gesamtform des Zyklus
Der sinfonische Zyklus Má vlast besteht aus sechs eigenständigen Teilen:
| Nr. | Titel                                             | Opus             | Entstehungszeit | Erstveröffentlichung*      | Orchesterbesetzung | Tempoangaben | Tonart | Spieldauer |
| --- | ------------------------------------------------- | ---------------- | --------------- | -------------------------- | --- | --- | ------ | ---------- |
| 1.  | Vyšehrad                                          | T 110 JB 1:112/1 | 1872–74         | Prag, 1880 Verlag: Urbánek | Piccolo, Flöte (2), Oboe (2), Klarinette (2), Fagott (2), Horn (4), Trompete (2), Posaune (3), Tuba, Pauke, Triangel, Becken, Harfe (2), Violine (2), Viola, Cello, Kontrabass                               | Lento – Largo maestoso – Grandioso poco largamente – Allegro vivo ma non agitato – Meno mosso – Più allegro e poco agitato – Più mosso agitato – Più lento – Lento ma non troppo – Largamente                                                                                                  | Es-Dur | ca. 16'    |
| 2.  | Vltava (Die Moldau)                               | T 111 JB 1:112/2 | 1874            | Prag, 1880 Verlag: Urbánek | 1. Flöte, 2. Flöte (auch Piccolo), Oboe (2), Klarinette (2), Fagott (2), Horn (4), Trompete (2), Posaune (3), Tuba, Pauke, Triangel, Becken, Große Trommel, Harfe, Violine (2), Viola, Cello (2), Kontrabass | Die beiden Quellen der Moldau: Allegro commodo non agitato – Waldjagd – Bauernhochzeit: L’istesso tempo, ma moderato – Mondschein; Nymphenreigen: L’istesso tempo – Tempo I – St. Johann-Stromschnellen – Die Moldau strömt breit dahin: Più moto – Vyšehrad-Motiv – Entschwinden in der Ferne | e-Moll | ca. 12'    |
| 3.  | Šárka                                             | T 113 JB 1:112/3 | 1875            | Prag, 1888 Verlag: Urbánek | Piccolo, Flöte (2), Oboe (2), Klarinette (2), Fagott (2), Horn (4), Trompete (2), Posaune (3), Tuba, Pauke, Triangel, Becken, Violine (2), Viola, Cello, Kontrabass                                          | Allegro con fuoco ma non agitato – Più moderato assai – Moderato ma con calore – Moderato – Molto vivo – Più vivo | a-Moll | ca. 10'    |
| 4.  | Z českých luhů a hájů (Aus Böhmens Hain und Flur) | T 114 JB 1:112/4 | 1875            | Prag, 1881 Verlag: Urbánek | Piccolo, Flöte (2), Oboe (2), Klarinette (2), Fagott (2), Horn (4), Trompete (2), Posaune (3), Tuba, Pauke, Triangel, Becken, Violine (2), Viola, Cello, Kontrabass                                          | Molto moderato – Allegro poco vivo, ma non troppo – Meno vivo – Allegro, quasi Polka – Tempo I – Allegro – L'istesso tempo, ma un poco meno vivo – Presto | g-Moll | ca. 13'    |
| 5.  | Tábor                                             | T 120 JB 1:112/5 | 1878            | Prag, 1892 Verlag: Urbánek | Piccolo, Flöte (2), Oboe (2), Klarinette (2), Fagott (2), Horn (4), Trompete (2), Posaune (3), Tuba, Pauke, Becken, Violine (2), Viola, Cello, Kontrabass                                                    | Lento – L'istesso tempo – Molto vivace – Lento – Molto vivace – Più mosso – Lento maestoso – Più animato | d-Moll | ca. 12'    |
| 6.  | Blaník                                            | T 121 JB 1:112/6 | 1879            | Prag, 1894 Verlag: Urbánek | Piccolo, Flöte (2), Oboe (2), Klarinette (2), Fagott (2), Horn (4), Trompete (2), Posaune (3), Tuba, Pauke, Triangel, Becken, Violine (2), Viola, Cello, Kontrabass                                          | Allegro moderato – Andante non troppo – Più allegro ma non molto – Più mosso – Meno mosso – Tempo di marcia – Grandioso – Tempo I – Più vivo – Largamente maestoso – Grandioso, meno Allegro – Vivace                                                                                          | d-Moll | ca. 15'    |

*Alle sechs Teile wurden zum ersten Mal im Verlag Urbánek veröffentlicht, kamen jedoch 1879–80 zunächst als Bearbeitungen für Klavier vierhändig heraus.
Themen des Zyklus Má vlast sind Mythen (Nr. 1 und 3), Landschaft (Nr. 2 und 4) sowie Geschichte (Nr. 5 und 6) der tschechischen Heimat Bedřich Smetanas.

### Vyšehrad

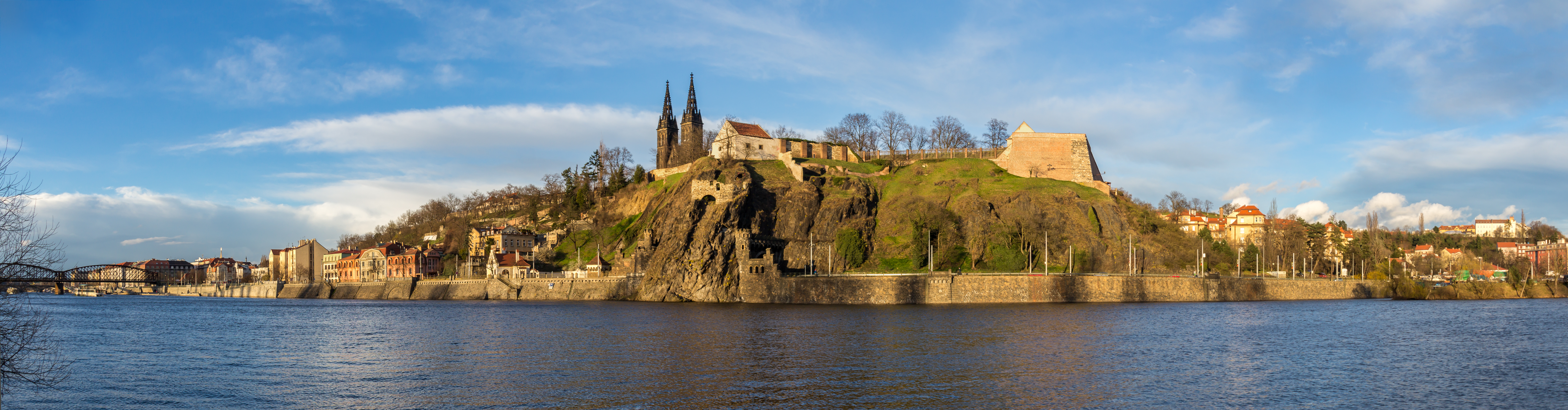
Die frühmittelalterliche Prager Festungsanlage Vyšehrad über der Moldau

### Vltava (Die Moldau)

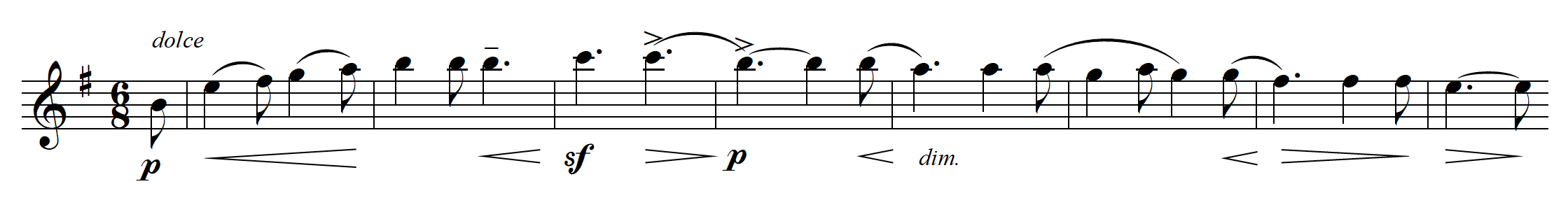
Beginn des berühmten Moldau-Themas (T. 40–47) in den 1. Violinen und der 1. Oboe (später auch in den Flöten)

### Šárka

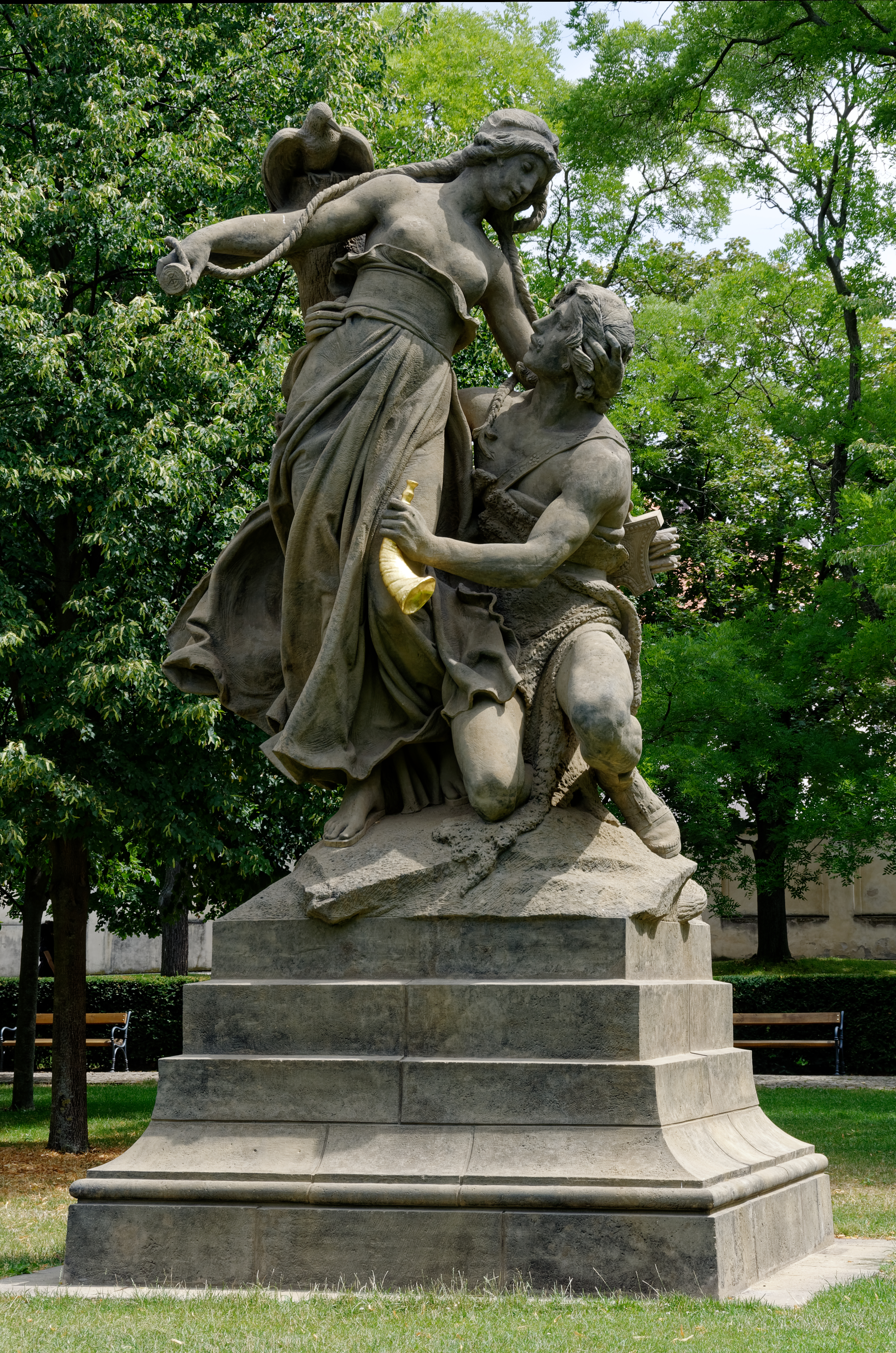
Ctirad a Šárka (Josef Václav Myslbek, 1881)

### Tábor

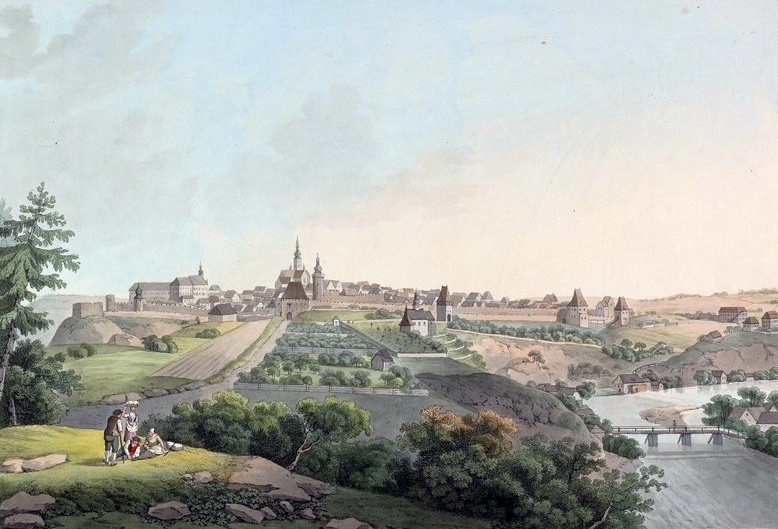
Tábor (Laurenz Janscha, 1798)

### Blaník

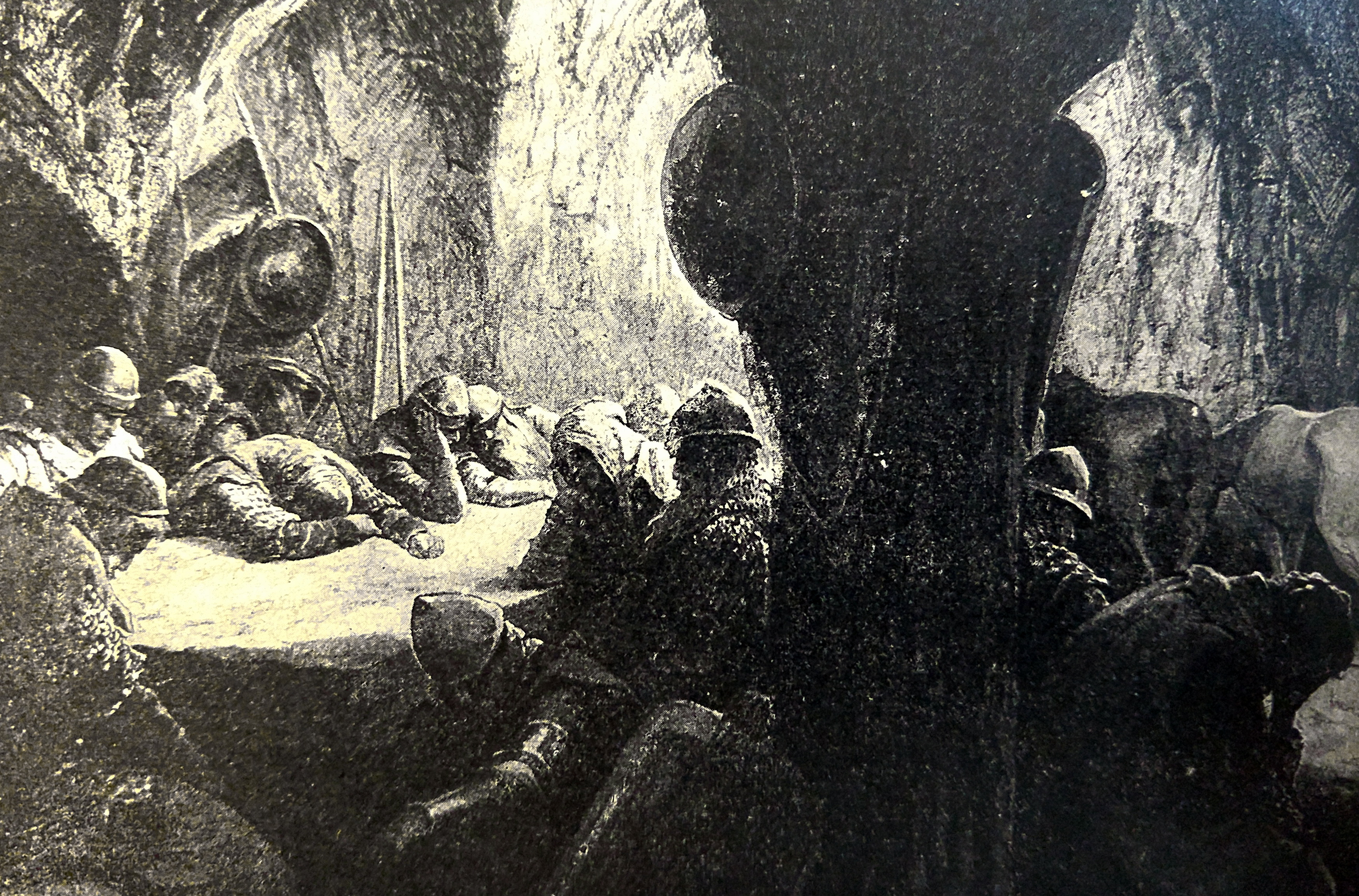
Die schlafenden Ritter im Berg Blaník (Věnceslav Černý, 1932)